# Åsa Svensson
Åsa Svensson (nascida Carlsson: Surahammar, 16 de junho de 1975) é uma ex-tenista profissional sueca.

## WTA Tour finais (20)

### Simples: 4 (2-2)
| Legenda: Antes de 2009 | Legenda: Depois de 2009 |
| ---------------------- | ----------------------- |
| Grand Slam (0)         |                         |
| Olimpíadas (0)         |                         |
| WTA Championships (0)  |                         |
| Tier I (0)             | Premier Mandatory (0)   |
| Tier II (0-1)          | Premier 5 (0)           |
| Tier III (2-1)         | Premier (0)             |
| Tier IV & V (0)        | International (0)       |

| Resultado | N. | Data            | Campeonato            | Piso   | Oponente       | Placar          |
| --------- | -- | --------------- | --------------------- | ------ | -------------- | --------------- |
| Vice      | 1. | 9 Maio 1994     | Praga, Rep. Tcheca    | Saibro | Amanda Coetzer | 1–6, 6–7(14–16) |
| Vice      | 2. | 10 Abril 1995   | Houston, EUA          | Saibro | Steffi Graf    | 1–6, 1–6        |
| Campeã    | 1. | 8 Novembro 1999 | Kuala Lumpur, Malásia | Duro   | Erika de Lone  | 6–2, 6–4        |
| Campeã    | 2. | 29 Abril 2002   | Bol, Croácia          | Saibro | Iva Majoli     | 6–3, 4–6, 6–1   |

### Duplas: 16 (7-9)
| Legenda: Antes de 2009 | Legenda: Depois de 2009 |
| ---------------------- | ----------------------- |
| Grand Slam (0)         |                         |
| Olimpíadas (0)         |                         |
| WTA Championships (0)  |                         |
| Tier I (0)             | Premier Mandatory (0)   |
| Tier II (1-3)          | Premier 5 (0)           |
| Tier III (3-3)         | Premier (0)             |
| Tier IV & V (3-3)      | International (0)       |

| Resultado | N.  | Data              | Campeonato              | Piso        | Parceira             | Oponente                                         | Placar             |
| --------- | --- | ----------------- | ----------------------- | ----------- | -------------------- | ------------------------------------------------ | ------------------ |
| Vice      | 1.  | 17 Fevereiro 1994 | Linz, Áustria           | Carpete (i) | Caroline Schneider   | Eugenia Maniokova Leila Meskhi                   | 2-6 2-6            |
| Vice      | 2.  | 27 Julho 1998     | Sopot, Polônia          | Saibro      | Seda Noorlander      | Kveta Peschke Helena Vildová                     | 2-6, 4-6           |
| Vice      | 3.  | 9 Agosto 1998     | Istanbul, Turquia       | Duro        | Florencia Labat      | Meike Babel Laurence Courtois                    | 0–6, 2–6           |
| Vice      | 4.  | 12 Julho 1999     | Palermo, Itália         | Saibro      | Sonya Jeyaseelan     | Tina Križan Katarina Srebotnik                   | 6–4, 3–6, 0–6      |
| Campeã    | 5.  | 21 Novembro 1999  | Pattaya City, Tailândia | Duro        | Émilie Loit          | Evgenia Koulikovskaya Patricia Wartusch          | 6–1, 6–4           |
| Vice      | 6.  | 7 Fevereiro 2000  | Paris, França           | Carpete (i) | Émilie Loit          | Julie Halard-Decugis Sandrine Testud             | 6-3, 3-6, 4-6      |
| Campeã    | 7.  | 14 Fevereiro 2000 | Hanover, Alemanha       | Duro (i)    | Natasha Zvereva      | Silvia Farina Elia Karina Habšudová              | 6–3, 6–4           |
| Vice      | 8.  | 17 Julho 2000     | Sopot, Polônia          | Saibro      | Rita Grande          | Virginia Ruano Pascual Paola Suárez              | 5-7, 1-6           |
| Vice      | 9.  | 24 February 2001  | WTA de Dubai, EAU       | Duro        | Karina Habšudová     | Yayuk Basuki Caroline Vis                        | 0–6, 6–4, 2–6      |
| Campeã    | 10. | 29 Julho 2001     | Casablanca, Marrocos    | Saibro      | Lubomira Bacheva     | María José Martínez Sánchez María Emilia Salerni | 6–3, 6–7(4–7), 6–1 |
| Campeã    | 11. | 11 Novembro 2001  | Pattaya City, Tailândia | Duro        | Iroda Tulyaganova    | Liezel Huber Wynne Prakusya                      | 4–6, 6–3, 6–3      |
| Vice      | 12. | 30 Dezembro 2001  | Gold Coast, Austrália   | Duro        | Miriam Oremans       | Meghann Shaughnessy Justine Henin                | 1–6, 6–7(6–8)      |
| Vice      | 13. | 14 Abril 2002     | Amelia Island, EUA      | Saibro      | María Emilia Salerni | Arantxa Sánchez Vicario Daniela Hantuchová       | 4-6, 2-6           |
| Campeã    | 14. | 17 Fevereiro 2003 | Bogotá, Colômbia        | Saibro      | Katarina Srebotnik   | Tina Križan Tatiana Perebiynis                   | 6–2, 6–1           |
| Campeã    | 15. | 2 Março 2003      | Acapulco, México        | Saibro      | Émilie Loit          | Petra Mandula Patricia Wartusch                  | 6–3, 6–1           |
| Campeã    | 16. | 22 Fevereiro 2004 | Memphis, EUA            | Carpete     | Meilen Tu            | Maria Sharapova Vera Zvonareva                   | 6–4, 7–6(7–0)      |